# Sunamganj

Sunamganj är en stad i nordöstra Bangladesh. Den är provinsen Sylhets tredje största och hade 65 332 invånare vid folkräkningen 2011, på en yta av 17,31 km². Sunamganj blev en egen kommun 1913.